# Conopodium majus subsp. marizianum
Conopodium majus subsp. marizianum é uma subespécie de planta com flor pertencente à família Apiaceae. 
A autoridade científica da subespécie é (Samp.) López Udias & Mateo, tendo sido publicada em Anales del Jardín Botánico de Madrid 57: 473. 1999 (2000).
Os seus nomes comuns são agreicho, castanha-subterrânea-menor, castanhas-da-terra, feijocas, reinolas ou trangulho.

## Portugal
Trata-se de uma subespécie presente no território português, nomeadamente em Portugal Continental.
Em termos de naturalidade é endémica da Península Ibérica.

## Protecção
Não se encontra protegida por legislação portuguesa ou da Comunidade Europeia.